# Dolichognatha erwini
Dolichognatha erwini là một loài nhện trong họ Tetragnathidae.
Loài này thuộc chi Dolichognatha. Dolichognatha erwini được miêu tả năm 2001 bởi Brescovit & Cunha.